# Xinping (köping i Kina, Guangxi)
Xinping (kinesiska: 新坪镇, 新坪) är en köping i Kina. Den ligger i den autonoma regionen Guangxi, i den södra delen av landet, omkring 280 kilometer nordost om regionhuvudstaden Nanning. Antalet invånare är 26446. Befolkningen består av 12 623 kvinnor och 13 823 män. Barn under 15 år utgör 15,0 %, vuxna 15-64 år 71 %, och äldre över 65 år 13,0 %.
Genomsnittlig årsnederbörd är 2 319 millimeter. Den regnigaste månaden är juni, med i genomsnitt 485 mm nederbörd, och den torraste är oktober, med 51 mm nederbörd.